# Federazione Italiana Giuoco Squash
La Federazione Italiana Giuoco Squash (FIGS) è una Federazione Sportiva Nazionale italiana, riconosciuta dal CONI ed affiliata alla World Squash Federation (WSF) , che governa lo sport dello squash.

## Storia
In Italia lo Squash fa il suo esordio organizzato nel 1976, con l'apertura del «Bologna Squash Center» nel quale si organizza la prima scuola italiana di Squash.
Prima di allora esistevano solo due campi, a Milano, che venivano utilizzati dai dipendenti stranieri, della Cucirini Cantoni Coats, che avevano costituito il «Milan Squash Giambellino».
Il 22 febbraio 1977 prende vita l'Associazione Italiana Badminton Squash (A.I.B.S.), che segna l'unione di due sport: Squash e Badminton.
Nel dicembre dello stesso anno vengono disputati i primi Campionati Italiani Assoluti, con la partecipazione di società sportive di Milano, di Bologna e di Bergamo.
Negli anni successivi lo Squash registra un forte incremento di praticanti: si aprono numerosi clubs e si organizza un'intensa attività agonistica nazionale ed internazionale.
Lo Squash diviene autonomo dal Badminton il 23 marzo 1985, con la costituzione della F.I.G.S. (Federazione Italiana Giuoco Squash), che viene riconosciuta dal C.O.N.I. come Disciplina Associata sotto il patrocinio della F.I.T..
In data 8 maggio 2001, la F.I.G.S. viene riconosciuta quale Disciplina Associata, con associazione diretta al C.O.N.I.
Il Consiglio Nazionale del 26 giugno 2007 ha approvato il riconoscimento ai fini sportivi della F.I.G.S. quale Federazione Sportiva Nazionale.
La F.I.G.S. è affiliata, dalla sua fondazione, alla European Squash Federation ed alla World Squash Federation, quest'ultima riconosciuta dal C.I.O. nel 1985.
Il senatore socialista Siro Zanella è stato Presidente nazionale della FIGS per vent'anni dal 1997 al 2017, da marzo 2017 è stato nominato Presidente Onorario.
A marzo 2017, è stato eletto Presidente nazionale Piero Bartoletti, che ha concluso il mandato a marzo 2021.
La Presidente, da marzo 2021, è Antonella Granata, fino al 2024. Il 30 giugno 2024 viene rieletto Presidente della Federazione il sen. Siro Zanella.

## Affiliazioni internazionali
- World Squash Federation (WSF)